# 10988 Feinstein
10988 Feinstein eller 1968 OL är en asteroid i huvudbältet som upptäcktes den 28 juli 1968 av Félix Aguilar-observatoriet. Den är uppkallad efter den argentinske astronomen Alejandro Feinstein.